# Republikken Nordossetien–Alania
Republikken Nordossetien–Alania (russisk: Республика Северная Осетия — Алания, ossetisk: Республикæ Цæгат Ирыстон — Алани, også kendt som Nordossetien) er en af 21 autonome republikker i Den Russiske Føderation beliggende i det nordlige Kaukasus med 705.270(2015) indbyggere og et areal på 7.987 km². Republikken Nordossetien–Alanias hovedstad er Vladikavkaz. Befolkningen er overvejende kristne med et muslimsk mindretal. Der tales ossetisk og russisk.

## Navn
I Sovjetunionens sidste år blomstrede lokalnationalismen i alle de nordkaukasiske republikker. Mange osseter talte varmt for genoptagelse af navnet Alania, som før var navnet på et selvstændigt kongerige, der eksisterede i området i Middelalderen, indtil det blev ødelagt under mongolernes invasion i 1238-1239. Alania var alanernes rige, der er forfædre til de nuværende ossetere. Navnet "Alania" blev hurtigt populært i Ossetien, først som brug i diverse private selskaber, medieforetagender, forlagshuse, fodboldhold (Alania Vladikavkaz) etc, og i november 1994 blev det en del af det officielle navn: Republikken Nord-Ossetia-Alania.

## Historie
De ossetiske områder var blandt de første områder i det nordlige Kaukasus, der kom under russisk styre i 1774, og hovedstaden, Vladikavkaz, var den første russiske militære forpost i regionen. I 1806 var området helt under russisk kontrol. I sovjettiden blev områdets status ændret flere gange (i 1921, 1924 og 1936), men de havde nogen grad af selvstyre.
Opløsningen af Sovjetunionen bød på særlige problemer for den ossetiske befolkning, der var delt i Nordossetien, der var en del af den russiske sovjetrepublik, og Sydossetien, der var en del af den georgiske sovjetrepublik. Da Georgien opnåede selvstændighed i 1991 ophævedes selvstyret i Sydossetien, og en stor del af befolkningen flygtede over grænsen til Nordossetien. Omkring 100.000 sydossetere blev genbosat i Nordossetien, hvilket førte til sammenstød med den overvejende ingusjetiske befolkning i Prigorodny-distriktet.
Historisk tilhørte den del af Prigorodny-distriktet, der ligger på Terek-flodens højre bred, Ingusjetien, men området blev givet til Nordossetien efter at Stalin i 1944 havde deporteret ingusjeterne til Centralasien. Selvom de efter en tid fik lov til at vende tilbage, blev territoriet aldrig givet tilbage til Ingusjetien, hvilket har ført til betragtelige spændinger i regionen. Den massive tilgang af ossetiske flygtninge fra Sydossetien fik den gamle konflikt med ingusjeterne til at blusse op, og mange ingusjetere flygtede til Ingusjetien. Konflikten mellem de to republikker er stadig uløst.
Nordossetien er i dag en af de republikker i Rusland med den største andel af internt fordrevne.
Nordossetien har også flygtninge fra en anden naborepublik, Tjetjenien, og konflikten dér har også lejlighedsvist haft udløbere til Nordossetien. Det blodigste tilfælde var i september 2004, da hundredvis af skolebørn og andre blev dræbt ved en gidseltagning på en skole i Beslan.

## Geografi
Nordossetien-Alania ligger umiddelbart nord for store Kaukasus. Det spænder fra bjergene i Kaukasus' hovedkæde til lavlandet omkring Terek, der er den største flod i landet. Ardon, en biflod til Terek, har sit fulde løb i republikken. Terek udspringer på skråningerne af bjerget Kazbek, der ligger i det sydøstlige hjørne af Nordossetien på grænsen til Georgien. Republikken grænser op til Kabardino-Balkaria (i vest), Stavropol kraj (i nord), samt Ingusjetien og Tjetjenien (i øst). I syd er republikken adskilt fra nabolandet Georgien og udbryderregionen Sydossetien af Kaukasus' vigtigste højderyg. Nordossetiens samlede areal er på 7.987 km2 hvoraf ca. 4.000 km2 er bjerge.

### Floder
Alle republikkens floder er en del af Tereks afvandingsområde. Større floder er bl.a.:
| - Terek (623 km) - Sunzha (278 km) | - Urukh (104 km) - Ardon (101 km) | - Kambileyevka (99 km) - Gizeldon (81 km) | - Fiagdon |

### Bjerge
Alle bjergene i republikken er en del af Store Kaukasus-bjergene.

### Vegetation og dyreliv
De sydlige dele af landet er præget af Store Kaukasus, hvis skråninger er domineret af alpine sten og gletsjerområder med alpine enge og bjergskove længere nede. I den nordlige del af landet ligger den frugtbare stepperegion i lavlandet omkring Terek, hvor landbruget dominerer. Blandt de store dyr i den sydlige del af landet i det centrale Kaukasus kan nævnes gemse og østkaukasisk tur. I skovene lever kronhjort, rådyr og vildsvin. De store rovdyr i Kaukasus-regionen er ulve, brun bjørne og losser. Derudover strejfer enkelte leoparder om i regionen. Severo-Osetinsky naturreservatet findes en lille population af visenten, der er blevet genudsat.

### Naturressourcer
Nordossetiens naturressourcer omfatter bl.a. mineralerne: kobber, sølv og zink, tømmer, vandkraft og uudnyttede reserver af olie og gas.

### Klima
Klimaet er moderat kontinentalt. Den gennemsnitlige temperatur i januar er -5 °C, i juli +24 °C. Den gennemsnitlige årlige nedbør er 400-700 mm i lavlandet og over 1.000 mm i bjergene.

## Administrativ inddeling
Nordossetien er inddelt i følgende regioner (russisk: районов, tr. rajoner):
| - Alagirskij (Алагирский) - Ardonskij (Ардонский) - Digorskij (Дигорский) | - Irafskij (Ирафский) - Kirovskij (Кировский) - Mozdokskij (Моздокский) | - Pravoberezjnyj (Правобережный) - Prigorodnyj (Пригородный) |

### Byer
Næsten halvdelen af Nordossetiens indbyggere bor i hovedstaden Vladikavkaz.

### Kommuner med over 10.000 indbyggere
| #  | Dansk navn   | Russisk navn | Ossetisk navn | Befolkning (2013) | Rajon          |
| -- | ------------ | ------------ | ------------- | ----------------- | -------------- |
| 1  | Vladikavkaz  | Владикавказ  | Дзæуджыхъæу   | 308.285           | Vladikavkaz    |
| 2  | Mozdok       | Моздок       | Мæздæг        | 39.232            | Mozdokskij     |
| 3  | Beslan       | Беслан       | Беслæн        | 37.037            | Pravoberezjnyj |
| 4  | Alagir       | Алагир       | Алагир        | 20.575            | Alagirskij     |
| 5  | Ardon        | Ардон        | Æрыдон        | 19.095            | Ardonskij      |
| 6  | Zavodskoj    | Заводской    | Заводской     | 16.717            | Vladikavkaz    |
| 7  | Elchotovo    | Эльхотово    | Елхот         | 12.575            | Kirovskij      |
| 8  | Sunzja       | Сунжа        | Сунжæ         | 11.807            | Prigorodnyj    |
| 9  | Nogir        | Ногир        | Ногир         | 11.658            | Prígorodnyj    |
| 10 | Kizljar      | Кизляр       | Хъызлар       | 11.137            | Mozdokskij     |
| 11 | Digora       | Дигора       | Дигорæ        | 10.462            | Digorskij      |
| 12 | Oktjabrskoje | Октябрьское  | Октябрыхъæу   | 10.202            | Prígorodnyj    |

## Økonomi
På trods af de økonomiske byrder som et betragteligt antal flygtninge uundgåeligt medfører, er Nordossetien den mest velstående republik i Nordkaukasus. Det er den mest urbaniserede og industrialiserede, med fabrikker som producerer metaller (bly, zink, wolfram, mm.), elektronik, kemikalier og fødevarer.
Naturressourcerne omfatter mineraler, tømmer, vandkraft, olie og naturgas.
Det lokale landbrug er hovedsageligt husdyrbrug, særligt får og geder, og dyrkning af korn, frugt og bomuld.

## Demografi
Størstedelen af befolkningen betragter sig selv som ossetere. De fremherskende sprog er ossetisk og russisk. De består af to forskellige grupper, det muslimske mindretal og det kristne flertal. Russere og ingusjetere er betydelige minoriteter. Armenere, georgiere og kumyker er mindre etniske grupper. Antallet af slaver, tyskere og grækere er faldende - mens etniske grupper fra det nordlige Kaukasus er fortsat generelt omkring ligeligt repræsenteret.
Ifølge en folketælling i 2010 udgør ossetere 65,1% af republikkens befolkning. Andre grupper indbefatter russere (20,8%), ingusjetere (4,0%), armenere (2,3%), kumyker (2,3%), georgiere (1,3%), ukrainere (0,4%), tjetjenere (0,3%).

### Religion
| Religiøst tilhørsforhold i Ossetia-Alania 2012 | Religiøst tilhørsforhold i Ossetia-Alania 2012 | Religiøst tilhørsforhold i Ossetia-Alania 2012 | Religiøst tilhørsforhold i Ossetia-Alania 2012 | Religiøst tilhørsforhold i Ossetia-Alania 2012 |
| ---------------------------------------------- | ---------------------------------------------- | ---------------------------------------------- | ---------------------------------------------- | ---------------------------------------------- |
|                                                |                                                |                                                |                                                |                                                |
| Russisk-ortodokse                              | Russisk-ortodokse                              |                                                | 49.2%                                          | 49.2%                                          |
| Nyhedenskab                                    | Nyhedenskab                                    |                                                | 29%                                            | 29%                                            |
| Uoplyst kristne                                | Uoplyst kristne                                |                                                | 10%                                            | 10%                                            |
| Muslimer                                       | Muslimer                                       |                                                | 4%                                             | 4%                                             |
| Ateister eller areligiøse                      | Ateister eller areligiøse                      |                                                | 3%                                             | 3%                                             |
| Andre ortodokse                                | Andre ortodokse                                |                                                | 2%                                             | 2%                                             |
| Protestanter                                   | Protestanter                                   |                                                | 1%                                             | 1%                                             |
| Åndelige, men ikke religiøse                   | Åndelige, men ikke religiøse                   |                                                | 1%                                             | 1%                                             |
| Andet og uoplyst                               | Andet og uoplyst                               |                                                | 0.8%                                           | 0.8%                                           |

Ifølge en officiel undersøgelse i 2012 bekender 49,2% af befolkningen i Nordossetien-Alania sig til den russisk-ortodokse kirke, 10% erklærer at være kristne (ekskl. katolske og protestantiske), 2% følger andre ortodokse kirker. Den næststørste religion er nyhedenskab (ossetisk hedenskab) omfattende 29% af befolkningen. Muslimer udgør 4% af befolkningen, og protestanter 1%. Desuden erklærer 1% af befolkningen at være "åndelig, men ikke religiøs" og 3% for at være ateist.

## Kultur
Den ossetiske forfatter, Arsen Kotsojev er født den 15. januar 1872 i Gisel, der ligger i Nordossetien. Han regnes blandt de skribenter, der har skabt den skrevne, ossetiske litteratur fra bunden, og hans produktion (journalistik, essays, noveller og digte) har været normsættende for yngre forfattere.